# Ланге, Ганс-Гюнтер
Ганс-Гюнтер Ланге (нем. Hans-Günther Lange; 28 сентября 1916, Ганновер — 3 апреля 2014, Киль) — немецкий офицер-подводник, капитан-лейтенант (1 августа 1944 года), участник Второй мировой войны.

## Биография
1 сентября 1937 года поступил на флот кадетом. 1 августа 1939 года произведен в лейтенанты. Служил на миноносце «Ягуар».

## Вторая мировая война
1 сентября 1941 года переведен в подводный флот. В качестве 1-го вахтенного офицера совершил поход в Средиземное море на подлодке U-431.
В июле 1942 года переведен в 24-ю флотилию подводных лодок. 26 сентября 1942 года назначен командиром подлодки U-711, на которой совершил 12 походов (проведя в море в общей сложности 304 суток). Основной зоной действий U-711 были воды Арктики, где Ланге действовал против союзнических конвоев. Осенью 1943 года действовал в составе группы подлодок «Викинг», в марте — апреле 1944 года — группы «Блитц», в апреле — мае 1944 года — группы «Киль».
Трижды Ланге нападал на небольшие советские радиостанции, расположенные на островках Баренцева моря (Правды, Благополучия, Стерлигова). 23 августа 1944 года Ланге атаковал советский линкор «Архангельск» и советский эсминец «Зоркий», а через 3 дня был награждён Рыцарским крестом Железного креста.
21 сентября 1944 года в составе группы «Гриф» принял участие в нападении на советский конвой VD-1 (4 транспорта, 5 тральщиков, 2 эсминца).
16 февраля 1945 года в районе острова Бэрен потопил британский корвет «Блюбелл» (925 тонн).
В марте — апреле 1945 года участвовал в нападении на конвои JW-65 и JW-66.
29 апреля 1945 года получил дубовые листья к Рыцарскому кресту.
4 мая 1945 года лодка Ланге была потоплена у берегов Норвегии британской авиацией; 40 человек погибло, 12 человек, в том числе Ланге, были взяты в плен. В августе 1945 года освобожден. В октябре 1957 года поступил в ВМС ФРГ. Принимал участие в разработке новых видов подлодок, командовал 1-й подводной эскадрой.
С января 1964 года — командующий подводным флотом, а затем занимал высокие штабные должности. В 1972 году вышел в отставку.

## Награды
- Железный крест 2-го класса (7 июня 1940)
- Железный крест 1-го класса (12 декабря 1940)
- Нагрудный знак эсминца (24 декабря 1940)
- Нагрудный знак подводника
- Нагрудная планка подводника в бронзе и серебре
- Немецкий крест в золоте (11 мая 1944)
- Рыцарский крест Железного креста с дубовыми листьями
  - рыцарский крест (26 августа 1944)
  - дубовые листья (29 апреля 1945)